# Budynek Szkoły Podstawowej nr 7 w Toruniu
Budynek Szkoły Podstawowej nr 7 w Toruniu – gmach szkoły podstawowej w Toruniu znajdujący się przy ul. Józefa Bema 66. Budowę szkoły rozpoczęto 1 lipca 1957 roku. Jej uroczyste otwarcie miało miejsce 2 lutego 1959 roku. Budynek figuruje w gminnej ewidencji zabytków (nr 2566).